# Lolium multiflorum
Lolium multiflorum es una especie perteneciente a la familia de las poáceas, cuyos nombres vulgares en castellano son, entre otros, raigrás anual, raigrás italiano, margallo, vallico de Italia, vallico italiano, zácate italiano, lolio y ballica italiana. Es una planta forrajera que se cultiva en muchos países para su uso como alimento para el ganado bovino.

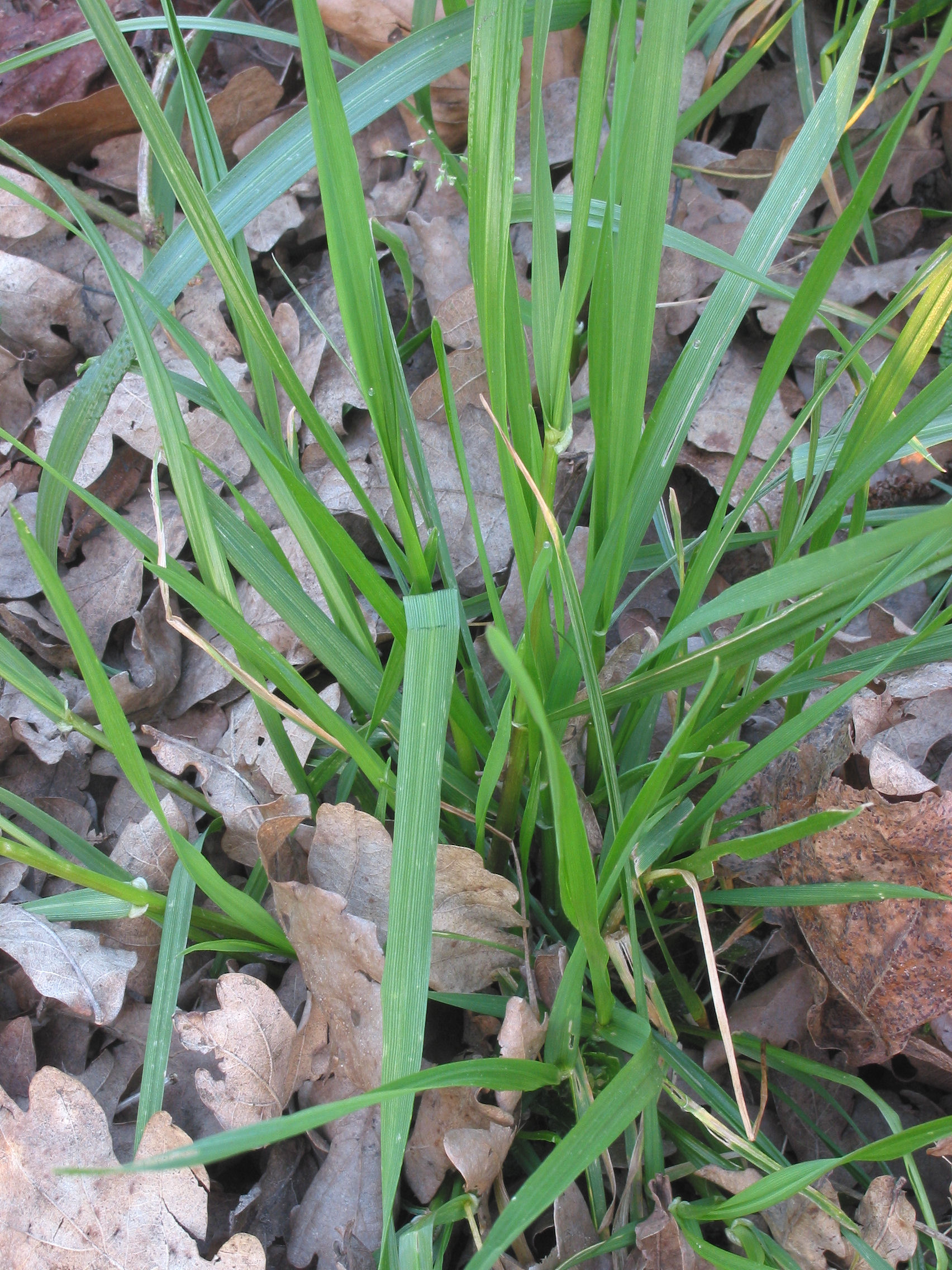

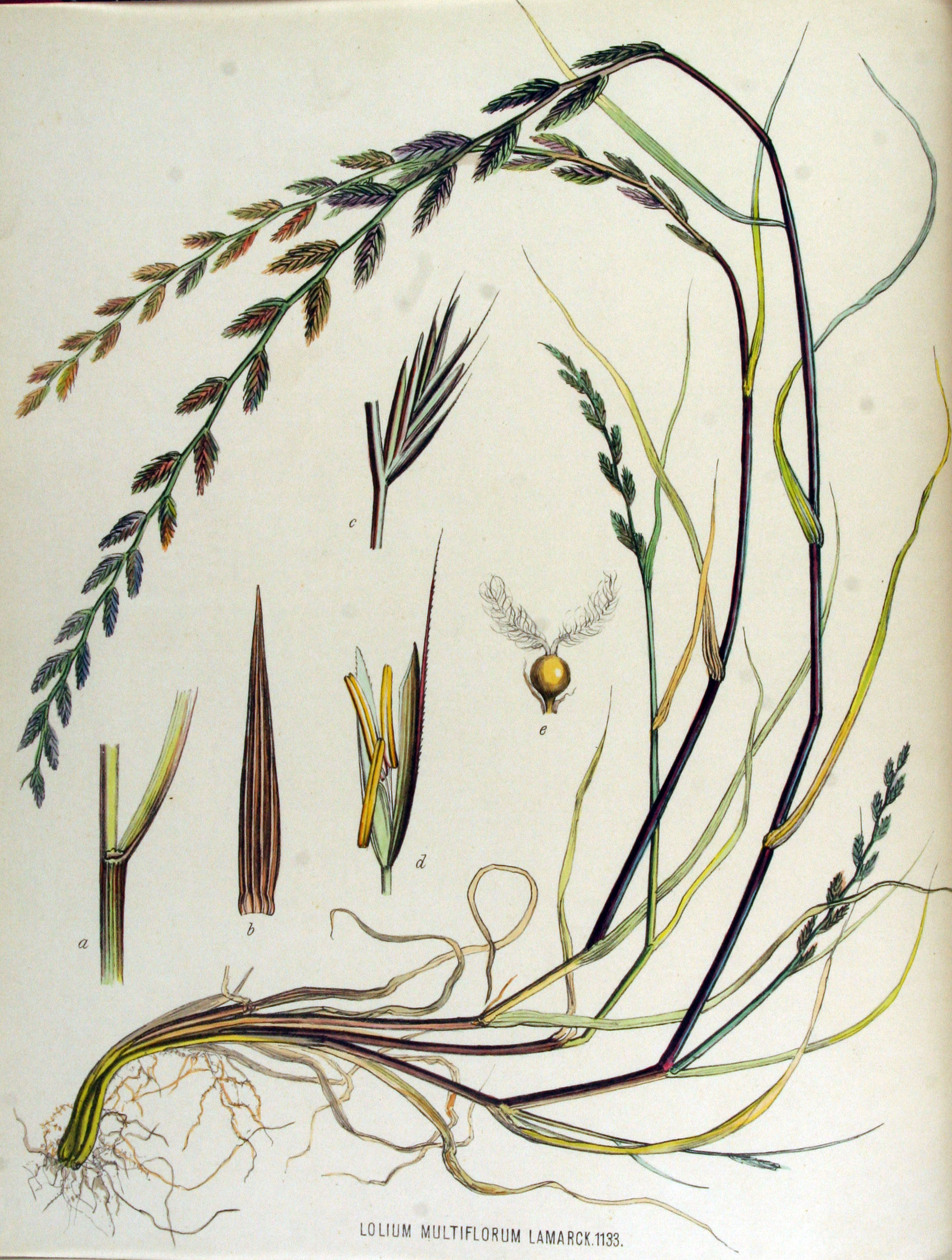
Ilustración

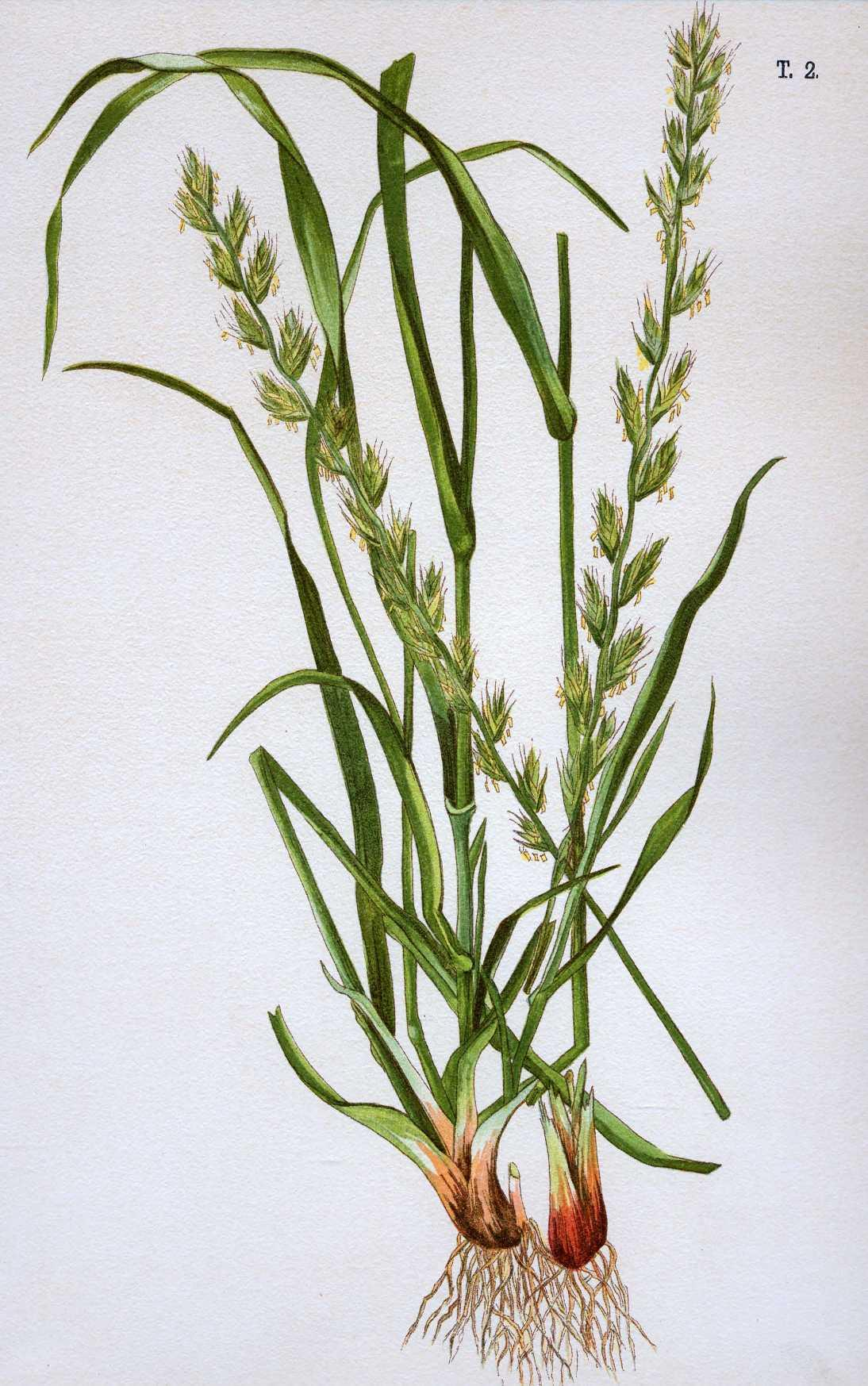
Raigrás

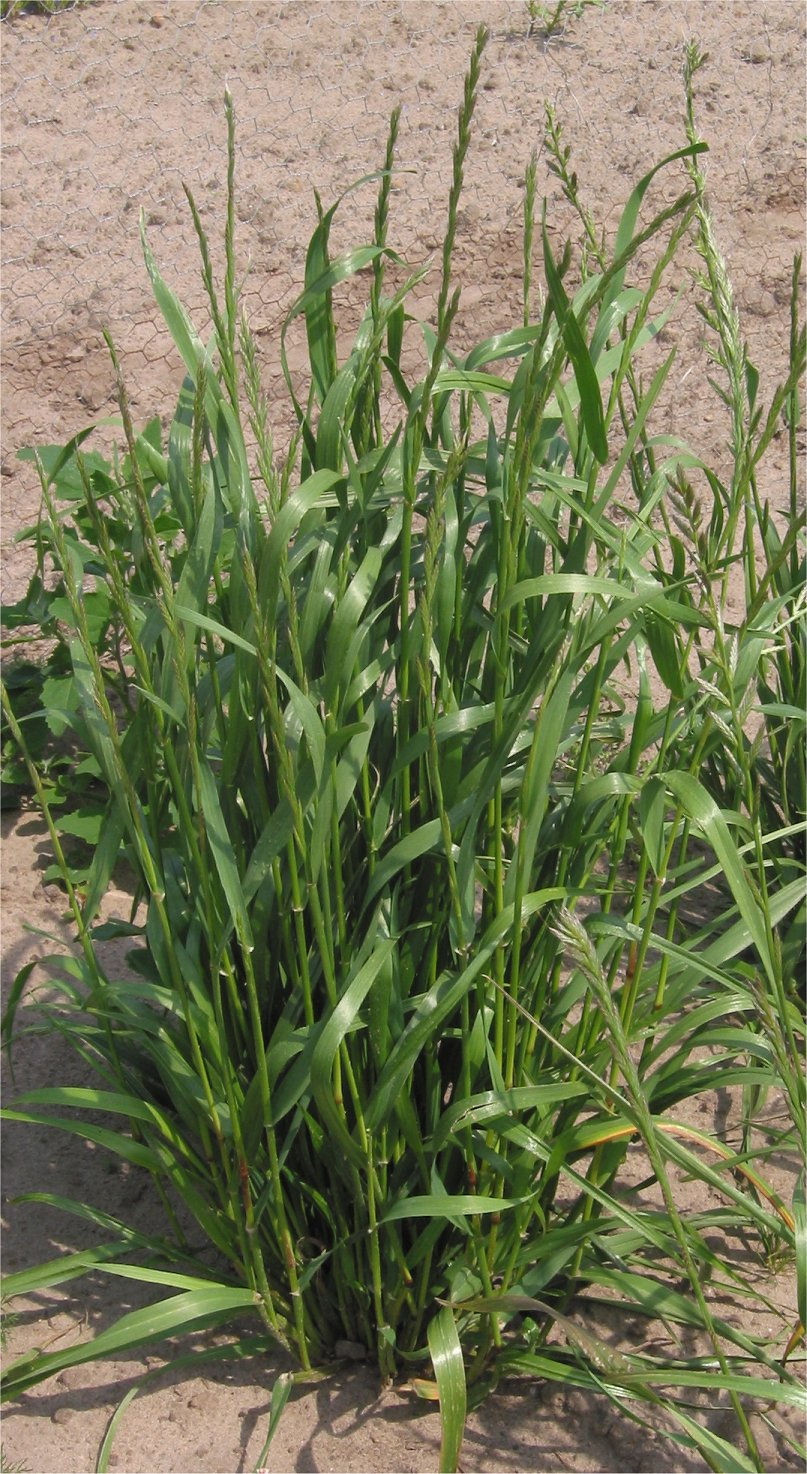
Vista de la planta

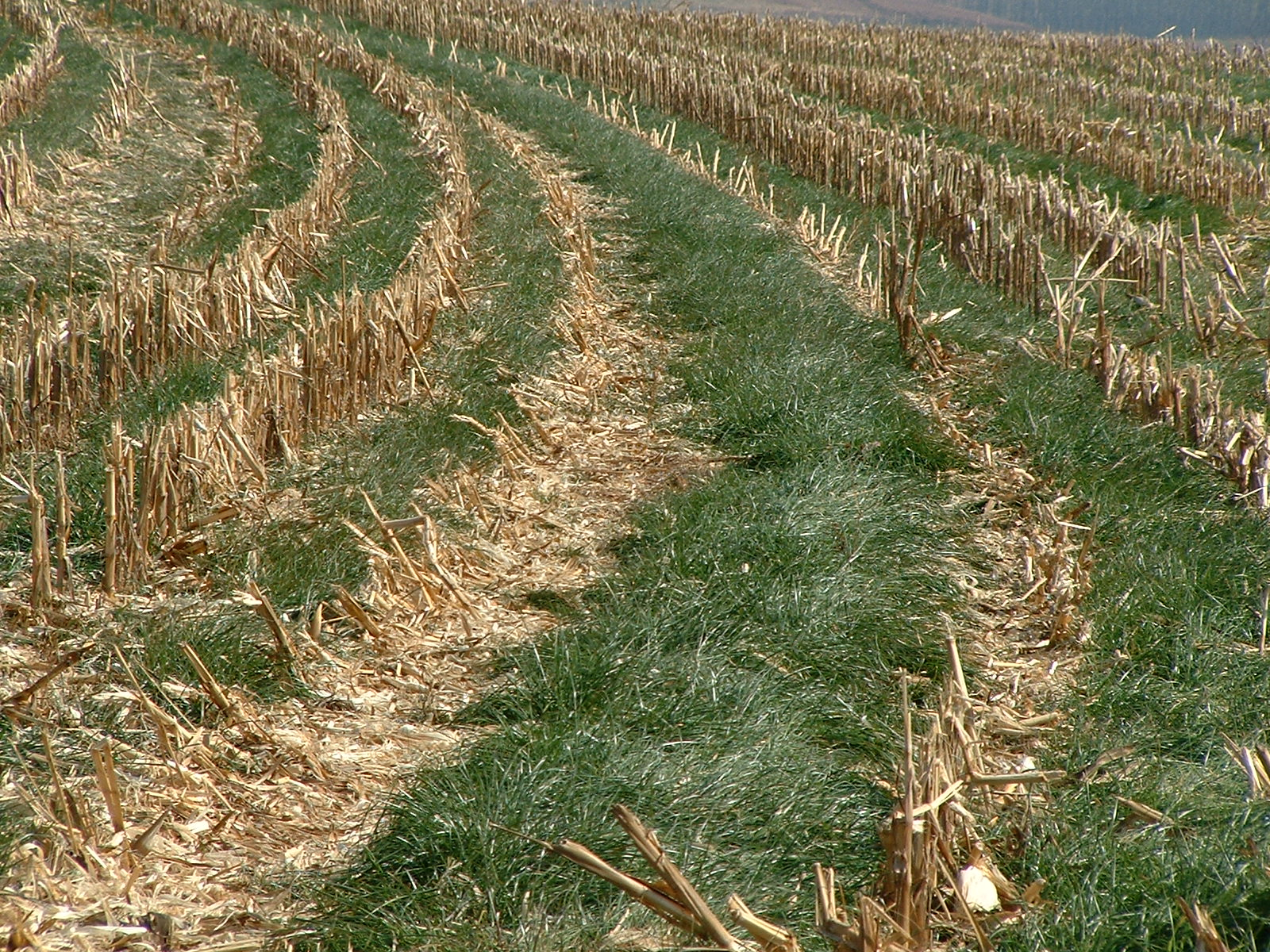
Cultivo

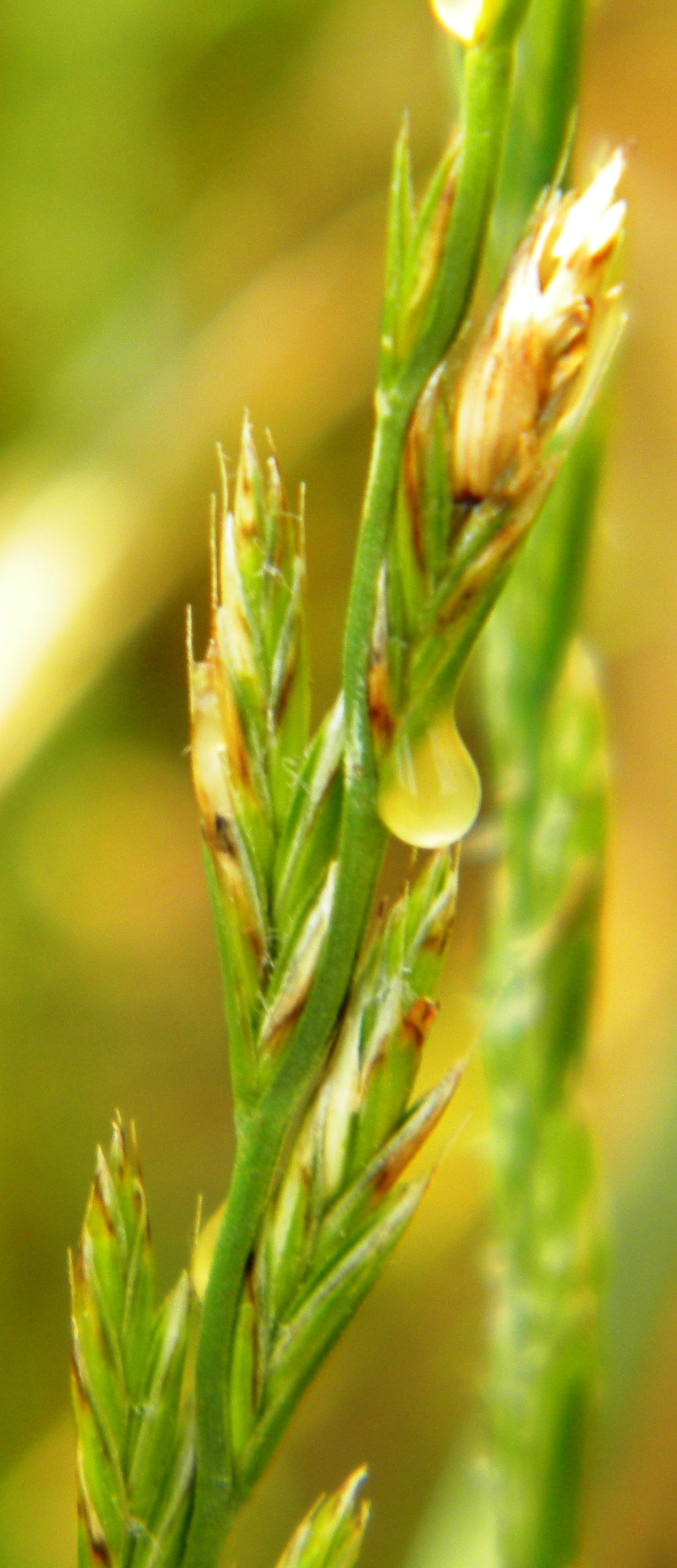
Detalle de la espiga

## Descripción
El raigrás italiano es una planta parecida al raigrás inglés, con hojas más largas y anchas, de color verde claro, casi amarillento, con los nervios de la hoja más marcados y el envés muy brillante. La vaina abraza el tallo y tiene dos aurículas largas y una lígula claramente visible. Las hojas aparecen enrolladas en el interior de la vaina. Los tallos tienen sección circular y la base es de color rojizo.
La inflorescencia está formada por espiguillas sésiles, dispuestas alternativamente a lo largo del raquis floral. Las semillas se diferencian de las del raigrás inglés, además de ser mayores, por tener una arista. La semilla comercial puede carecer de ella, ya que en las operaciones de recolección y limpieza se rompe y es eliminada con las impurezas.
Lolium multiflorum es una planta bienal, pero puede ser anual y también trianual, como Lolium multiflorum var. italicum. Existe una forma anual denominada westerwold (L. multiflorum var. westerwoldicum'), seleccionada en Holanda, que al no necesitar un periodo de vernalización es estrictamente anual y florece en el año de su establecimiento.
Es la gramínea por excelencia para las praderas de corta duración, sola o asociada con el trébol violeta (Trifolium pratense), de la que se obtienen producciones rápidamente a partir de su establecimiento. Se utiliza en todo el mundo tanto para pradera de siega como de pasto. También se ha extendido su utilización como cultivo forrajero de invierno en regadíos y en ocasiones de secano.
Existen variedades comerciales tetraploides que evidencian el interés existente por mejorar esta planta. Estas poseen ciertas cualidades como el tamaño de las semillas (casi el doble), mayor contenido de hidratos de carbono solubles y mayor resistencia a las royas, entre otras características.

## Caracteres agronómicos

### Implantación y fertilización
Es una planta de fácil establecimiento. Sembrada en una estación favorable (otoño-primavera) supera a cualquier otra gramínea en velocidad de establecimiento, pudiendo, si no hay otros factores limitantes, dar un aprovechamiento a las seis semanas de haber sido sembrada. Esta ventaja puede ser un inconveniente para su empleo en siembras con otras gramíneas, con las que compite y a las que elimina en muchos casos. Por eso es desaconsejable incorporarla a mezclas de praderas de larga duración, pues al cabo de dos años desaparecerá en su mayor parte, dejando un espacio vacío que ocuparán malas hierbas, lo que debilitará la producción futura de la pradera.
La siembra puede realizarse en otoño, para poder obtener una buena producción invernal, de un forraje apetitoso, nutritivo y de gran valor estratégico en la explotación. Comparada con el raigrás inglés, su producción es mayor en el otoño del establecimiento y siempre en invierno y primavera. Las siembras de primavera tienen el inconveniente de que el periodo de crecimiento va a ser corto, por el hecho de que en el verano su crecimiento es menor por las temperaturas elevadas y la sequía. En ambos casos cabe esperar dos años buenos, a partir de los cuales su producción declinará.
Las dosis de siembra son de 20 a 30 Kg/ha según sean las variedades diploides o tetraploides, y de 30 a 40 Kg/ha en las variedades westerwold.
El sistema radicular de L. multiflorum es muy superficial, lo cual la hace sensible a las sequías. Necesita suelos fértiles donde poder mostrar todo su potencial de producción. El nitrógeno es un elemento particularmente importante para la consecución de estas elevadas producciones y, teniendo en cuenta que en la estación fría la nitrificación del nitrógeno orgánico es muy lenta, es necesario aportar nitrógeno mineral en abundancia.

### Mezclas
El raigrás italiano se utiliza en praderas de corta duración de pastoreo y siega, para consumo en verde, ensilado o henificación. Utilizado como cultivo forrajero anual se siembra solo, sin ninguna mezcla de leguminosa ni otra gramínea. En ciertos países es frecuente la siembra de dos variedades combinando plantas de distintas características de crecimiento; no así en España, donde es más común emplear una sola variedad.
El raigrás italiano variedad westerworld se emplea siempre como única planta para cultivos forrajeros con una duración máxima de 10-12 meses. Las variedades normales deben sustituir al del tipo westerwold siempre que se pretenda conseguir una pradera de más de 12 meses de duración. 
Como pradera de corta duración (dos o tres años) se siembra trébol violeta cuando la pradera se va a aprovechar mediante siega. Si la pradera va a ser de mayor duración se incluyen en la mezcla dactilo y en ocasiones festuca. Para praderas mixtas de siega y pastoreo la combinación del ray-grass híbrido y/o de ciertas variedades de ray-grass inglés mejora la producción en otoño, manteniendo un buen crecimiento durante la época de pastoreo al comienzo y final de estación, sin perder producción en el corte que, para heno o silo, se pueda hacer al final de la primavera.

### Sistemas de aprovechamiento
El raigrás italiano es una planta bien adaptada a un aprovechamiento por siega, pero puede ser utilizada mediante pastoreo, con tal de tener en cuenta las limitaciones impuestas por su forma de crecimiento. No tolera pastoreos largos sin sufrir una reducción importante de su producción. En un sistema de pastoreo rotativo se pueden conseguir buenos rendimientos, semejantes a los obtenidos en un sistema de siega.
El sistema de explotación de una pradera cuyo único componente sea el raigrás italiano será diferente según la estación; 
- En otoño e invierno cabe un aprovechamiento mediante pastoreo teniendo en cuenta la necesidad de realizar al aprovechamiento en turnos suficiente pro no excesivamente espaciados, que permita la recuperación de la planta sin llegar a producirse pérdidas de material vegetal por acumulación de un exceso de plantas y descomposición de las mismas. En esta época el rebrote es débil, el ahijado no muy intenso y la mayor parte del forraje es hoja con una muy baja proporción de tallos.
- En primavera se pueden distinguir dos épocas que diferencian el posible aprovechamiento de la planta y que corresponden a antes y después del alargamiento del tallo. En la época primeriza se podrán dar dos o tres pases de pastoreo sin que la producción posterior se vea afectada. Hay que tener cuidado de que no se produzca encañado ya que esto puede tener consecuencias muy contraproducentes como desperdicio de parte de la producción por rechazo del animal o anulando la posibilidad de corte o pastoreo debido a que si se elimina el ápice de crecimiento activo del tallo, se destruye la posibilidad de rebrote.
- En verano, como la planta tiene tendencia a espigar y el ahijado es escaso, si se dan buenas condiciones de humedad para su desarrollo y la producción es suficiente, se puede segar para conservación aprovechando que la estación es adecuada para henificación.

### Variedades
Entre las variedades de raigrás italiano se distinguen dos grupos, que corresponden a los tipos westerwold anual y normal bienal. La conclusión de los trabajos de Roselló (1976) e Infante (1976) es que no existen diferencias significativas de producción total entre las variedades westerwold (tetraploides y diploides). A su vez, entre los tipos italianos normal y westerwold tampoco existían diferencias a nivel de producción total.
Hay otros aspectos interesantes de las plantas que son objeto de trabajos de mejora: porte, calidad, adaptación a siega o pastoreo, persistencia, resistencia a plagas o enfermedades.

## Taxonomía
Lolium multiflorum fue descrita por Jean-Baptiste Lamarck y publicado en Flore Françoise 3: 621. 1778[1779].
Etimología
Lolium : nombre genérico dado por Virgilio a una maleza problemática.
multiflorum: epíteto latino que significa "con múltiples flores".
Sinonimia
- Lolium aristatum Lag.
- Lolium italicum A.Braun
- Lolium scabrum J.Presl
- Lolium temulentum var. multiflorum (Lam.) Kuntze[1]
- Lolium boucheanum Kunth
- Lolium compositum Thuill.
- Lolium elongatum Rouville
- Lolium gaudinii Parl.
- Lolium lesdainii Sennen
- Lolium osiridis Fig. & Delile ex Rouville
- Lolium siculum Parl.
- Lolium temulentum Bertero ex Steud.
- Lolium temulentum var. ramosum Guss.
- Lolium westerwoldicum Breakw.[6][7]